# マーク・バーリー
マーク・アンソニー・バーリー（Mark Anthony Buehrle, 1979年3月23日 - ）は、アメリカ合衆国ミズーリ州セントチャールズ出身の元プロ野球選手（投手）。左投左打。

## 経歴

### プロ入りとマイナー時代とホワイトソックス時代

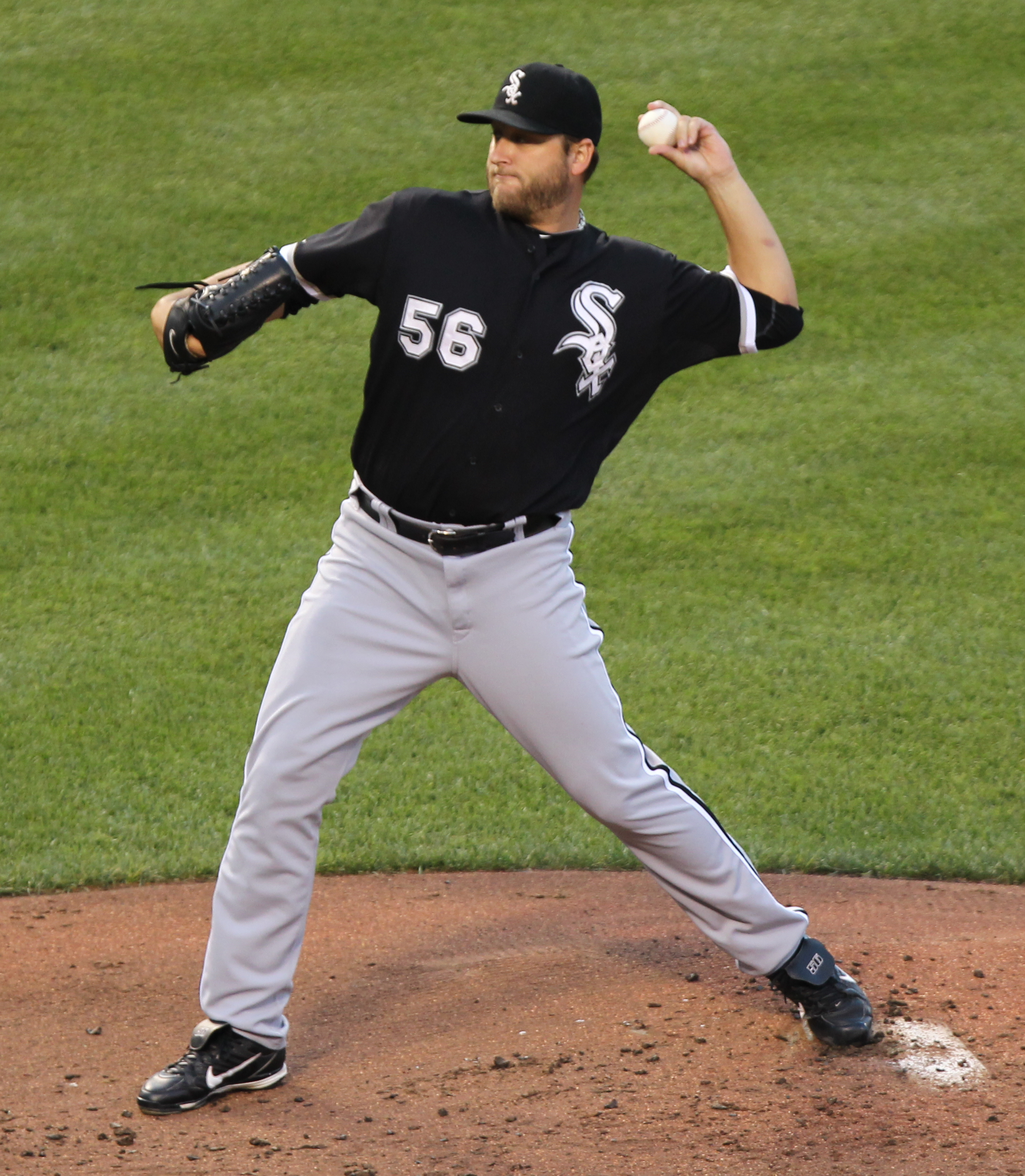
シカゴ・ホワイトソックス時代
（2011年8月11日）

ジェファーソン短大1年時の1998年6月にMLBドラフト38巡目（全体1139位）でシカゴ・ホワイトソックスから指名され、翌1999年5月に入団契約を交わした。
同年A級バーリントン・ビーズでプロデビューを果たし、20試合に登板し四球はわずか16と制球力は非の打ち所がなく、トム・グラビンと比較された。
2000年に、傘下のマイナーリーグAA級バーミングハム・バロンズで16試合8勝4敗、防御率2.28の好成績を残し、フューチャーズゲームにも選出された。シーズン途中の7月にAAA級を飛び越えてメジャーに昇格し、7月16日のブルワーズ戦で、チームが11-4とリードした9回表に登板しメジャーデビュー。1点を失うが後続を抑え、試合を締める。その後3試合に先発したが、先発3試合目に3.2イニングで5失点と打ち込まれ、シーズン終了までリリーフに回された。
2001年に先発ローテーションに定着。5月から4か月連続で月間防御率2点台を記録し、8月3日のタンパベイ・デビルレイズ戦では四死球0の1安打ピッチングを見せた。9月に失速するまで防御率はリーグ1位で、シーズン通して221.1投球イニング（リーグ10位）で16勝8敗、防御率3.29（同4位）、WHIP1.066（同1位）を記録。
2002年には開幕投手を務め、19勝（リーグ4位）12敗を記録した。ホワイトソックスの左腕投手としては1975年にジム・カートが20勝（14敗）を記録して以来26年ぶりとなる19勝を挙げたバーリーは、この年以降2006年まで5年連続で開幕投手に起用されるなどエースの座をつかむ。
2003年シーズン終了後に球団はバーリーと3年総額1800万ドルで契約延長した。
2004年・2005年には2年連続でリーグ最多投球回を記録。2004年5月11日のボルチモア・オリオールズ戦から2005年7月26日のカンザスシティ・ロイヤルズ戦まで「49試合連続6イニング以上登板」という記録を打ちたてるなど "イニングイーター" （多くのイニングを投げる投手のこと）ぶりを発揮した。7月21日のクリーブランド・インディアンス戦、被安打の2走者を併殺打でアウトにするなど、打者27人で完封勝利を挙げた。
2005年は、オールスターゲームで先発登板して勝利投手となり、シーズン通算では防御率3.12と自己最高を記録。ワールドシリーズでは、第2戦に先発登板し勝ち星を挙げ、第3戦ではチームが7人の救援投手を使い果たし延長14回二死一・三塁の場面で自ら登板を志願し、アダム・エバレットを遊飛に抑えセーブを記録した。2試合連続登板で「先発→セーブ」のパターンを記録したのはワールドシリーズ史上初のことであった。その後チームは4連勝で88年ぶりのワールドシリーズ制覇を達成。
2006年5月14日のミネソタ・ツインズ戦では、初回に7失点しながら勝利投手となった。これは1900年9月29日にジャック・パウエル（セントルイス・カージナルス）がオーファンズ（現：カブス）戦で記録して以来106年ぶりの珍事であった。この年は12勝13敗で初の負け越し、防御率も4.99で自己最低を更新するなど、前年から一転して低迷。特に後半戦は14試合で3勝7敗、防御率6.44と大不振に陥った。それでもホワイトソックスは契約オプションを行使し、バーリーは2007年もホワイトソックスで投げることになった。オフに球団は2008年から3年総額3300万ドルで契約延長を打診したが拒否した。
契約最終年となった2007年、バーリーは4月18日のテキサス・レンジャーズ戦でノーヒットノーランを達成した。ホワイトソックスの投手としては16年ぶりの達成で、5回にサミー・ソーサへ四球を1つ与えただけ、しかもその後すぐ牽制球で仕留め打者27人で試合を終了させた "準完全試合" だった。以降6月終了時点まで15試合に登板し、5勝4敗、防御率3.33を記録。7月8日、バーリーとホワイトソックスは4年5600万ドルで契約延長に合意した。シーズン通算では、2001年以降では自己最少となる30先発、201.0イニング、10勝（9敗）に終わったが、防御率は3.63と持ち直した。
2009年7月23日、タンパベイ・レイズ戦で完全試合を達成（en:Mark Buehrle's perfect game）。この偉業により、ホワイトソックスファンであるバラク・オバマ大統領から祝福の電話を受けた。次の登板となった7月28日のミネソタ・ツインズ戦でも6回二死まで1人の走者も許さず、ジム・バーとチームメイトのボビー・ジェンクスが持っていた41者連続アウトを更新する45者連続アウトのMLB新記録を達成した。なおこの記録は、2014年8月にヤスメイロ・ペティット（46打者連続アウト）によって更新されている。
ホワイトソックスには2011年まで在籍し、2001年から11年連続で200イニング、2桁勝利を達成した。

### マーリンズ時代

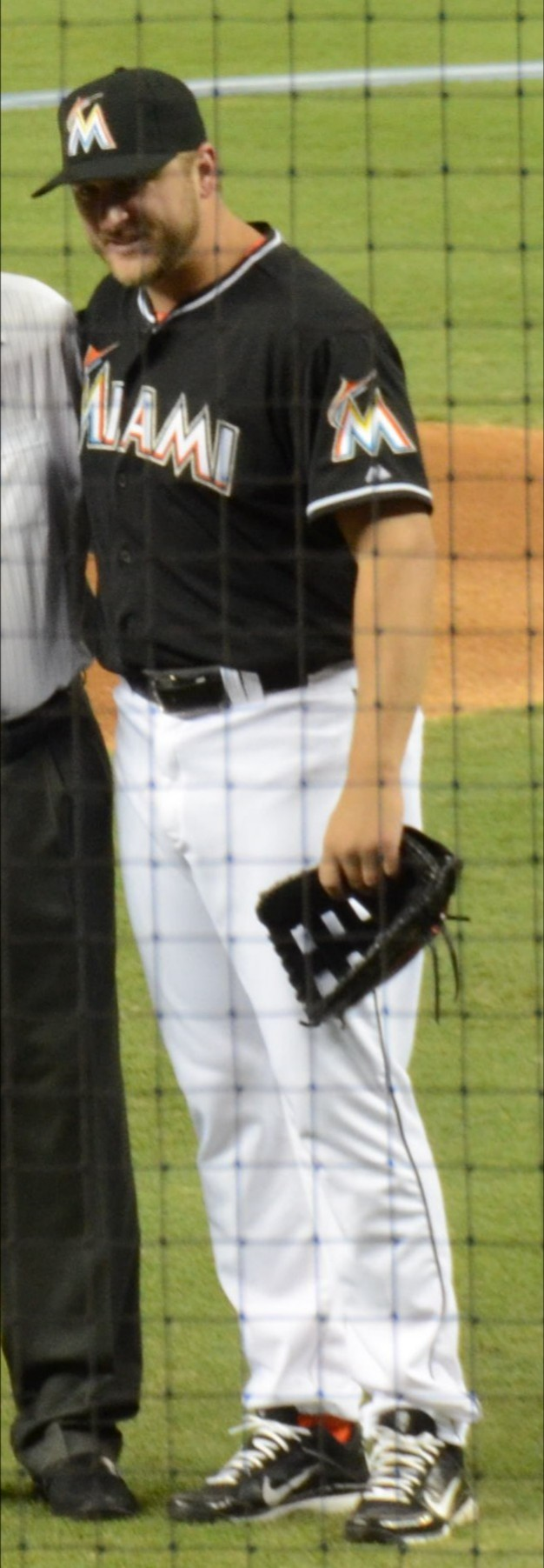
マイアミ・マーリンズ時代
（2012年4月13日）

2011年12月8日にマイアミ・マーリンズに4年総額5800万ドルの契約で移籍した。
2012年も200イニング、2桁勝利をクリアしてそれぞれ12年連続とした。

### ブルージェイズ時代
2012年11月13日にジョシュ・ジョンソン、ホセ・レイエス、ユネル・エスコバーら総勢12人が動く大型トレードでトロント・ブルージェイズに移籍した。

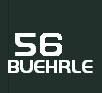
バーリーのホワイトソックス在籍時の背番号「56」。
シカゴ・ホワイトソックスの永久欠番に2017年指定。

2013年当初は乱調が続き、5月には一時防御率が7点台まで落ちこんだが、その後は持ち直した。先発ローテーションを守り、13年連続で、200イニング、2桁勝利をクリアした。
2014年は5月までに9勝（防御率2.33）を記録するなど、ハイペースで勝ち星を積み重ねた。7月には、2009年以来5年ぶりにオールスターゲームに選出された。6月以降はやや失速したが、メジャー2年目の2001年から14年連続となる2桁勝利（13勝）、200イニングをクリア。投球イニングが14年連続で200回を超えたのは、1901年以降では史上7人目の記録である。
2015年は開幕から好調を維持し、7年ぶりの15勝、4年ぶりの1桁敗戦となった。その一方後半戦でやや失速し、15年連続200イニングは逃した。特に、シーズン最終戦でのマウンドでは、5安打を浴びて8失点を喫し、1イニング持たずに降板。オフの11月2日にFAとなったが、これが現在まで最後のMLB出場になっている。
2017年2月23日、古巣ホワイトソックスはバーリーの在籍時の背番号『56』を永久欠番に指定することを発表した。

## 選手としての特徴
球速は遅いものの、多彩な変化球を低めに集めて打たせて取る、典型的な技巧派左腕。バーリーの投球について、元チームメイトの井口資仁は「バーリーの時は、しっかり打たれたゴロじゃなくて、打ち損じた打球がよく飛んでくる気がする」と語っている。持ち球は、85 - 89mph（約136.8 - 143.2km/h）の沈む速球に、打者の手元で鋭く曲がるスライダー、大きく曲がるカーブ、それにチェンジアップなど。制球が良いため「（"精密機械" と呼ばれる制球を武器に通算300勝を挙げた）グレッグ・マダックスに最も近い投手」と呼ばれることもある。イチローは「左バッターのアウトコースいっぱいのところへボール1個分のコントロールができる」と評価している。
投球のテンポがいいため、バーリーの登板する試合は他の試合に比べて早く終わることが多い。2005年4月16日のマリナーズ戦は過去20年で最短の1時間39分で終わっている。また、体に負担をかけない投げ方をしているため故障が少なく、長いイニングを投げられることも特徴。2004年から2005年にかけて、49試合連続6イニング以上登板という記録を打ち立てた。バーリー自身は「普通は1イニング15球がベストと言われるけど、オレは10 - 12球で抑えることを目標にしている。マウンドに立つたびに、9イニングを90球で終わらせることをめざしている」と自らの投球哲学を語っている。
また、ゴールドグラブ賞とフィールディング・バイブル・アワードをそれぞれ4年連続で受賞しているように、メジャー屈指の守備力を誇る投手である。そのフィールディング能力は自身の持ち味である、打たせて取る投球の大きな支えとなっている。
一方で、ニューヨーク・ヤンキースとは相性が非常に悪く、2004年4月10日の対戦で勝利して以来12連敗を喫しており、通算でも1勝14敗（勝率.067）と苦しんでいる。また打者ではイチローを苦手としており、通算で63打数27安打、打率.429とカモにされている。この被打率はイチローが50打席以上対戦したメジャーの投手の中では最も高い。

## 詳細情報

### 年度別投手成績
| 年 度     | 球 団     | 登 板 | 先 発 | 完 投 | 完 封 | 無 四 球 | 勝 利 | 敗 戦 | セ 丨 ブ | ホ 丨 ル ド | 勝 率 | 打 者 | 投 球 回 | 被 安 打 | 被 本 塁 打 | 与 四 球 | 敬 遠 | 与 死 球 | 奪 三 振 | 暴 投 | ボ 丨 ク | 失 点 | 自 責 点 | 防 御 率 | W H I P |
| --------- | --------- | ----- | ----- | ----- | ----- | -------- | ----- | ----- | -------- | ----------- | ----- | ----- | -------- | -------- | ----------- | -------- | ----- | -------- | -------- | ----- | -------- | ----- | -------- | -------- | ------- |
| 2000      | CWS       | 28    | 3     | 0     | 0     | 0        | 4     | 1     | 0        | 3           | .800  | 225   | 51.1     | 55       | 5           | 19       | 1     | 3        | 37       | 0     | 0        | 27    | 24       | 4.21     | 1.44    |
| 2001      | CWS       | 32    | 32    | 4     | 2     | 0        | 16    | 8     | 0        | 0           | .667  | 885   | 221.1    | 188      | 24          | 48       | 2     | 8        | 126      | 1     | 5        | 89    | 81       | 3.29     | 1.07    |
| 2002      | CWS       | 34    | 34    | 5     | 2     | 1        | 19    | 12    | 0        | 0           | .613  | 984   | 239.0    | 236      | 25          | 61       | 7     | 3        | 134      | 6     | 1        | 102   | 95       | 3.58     | 1.24    |
| 2003      | CWS       | 35    | 35    | 2     | 0     | 1        | 14    | 14    | 0        | 0           | .500  | 978   | 230.1    | 250      | 22          | 61       | 2     | 5        | 119      | 1     | 0        | 124   | 106      | 4.14     | 1.35    |
| 2004      | CWS       | 35    | 35    | 4     | 1     | 2        | 16    | 10    | 0        | 0           | .615  | 1016  | 245.1    | 257      | 33          | 51       | 2     | 8        | 165      | 0     | 0        | 119   | 106      | 3.89     | 1.26    |
| 2005      | CWS       | 33    | 33    | 3     | 1     | 2        | 16    | 8     | 0        | 0           | .667  | 971   | 236.2    | 240      | 20          | 40       | 4     | 4        | 149      | 2     | 2        | 99    | 82       | 3.12     | 1.18    |
| 2006      | CWS       | 32    | 32    | 1     | 0     | 0        | 12    | 13    | 0        | 0           | .480  | 876   | 204.0    | 247      | 36          | 48       | 5     | 6        | 98       | 0     | 1        | 124   | 113      | 4.99     | 1.45    |
| 2007      | CWS       | 30    | 30    | 3     | 1     | 1        | 10    | 9     | 0        | 0           | .526  | 835   | 201.0    | 208      | 22          | 45       | 5     | 5        | 115      | 1     | 0        | 86    | 81       | 3.63     | 1.26    |
| 2008      | CWS       | 34    | 34    | 1     | 0     | 1        | 15    | 12    | 0        | 0           | .556  | 918   | 218.2    | 240      | 22          | 52       | 4     | 5        | 140      | 4     | 0        | 106   | 92       | 3.79     | 1.34    |
| 2009      | CWS       | 33    | 33    | 1     | 1     | 1        | 13    | 10    | 0        | 0           | .565  | 874   | 213.1    | 222      | 27          | 45       | 3     | 5        | 105      | 2     | 1        | 97    | 91       | 3.84     | 1.25    |
| 2010      | CWS       | 33    | 33    | 3     | 0     | 2        | 13    | 13    | 0        | 0           | .500  | 897   | 210.1    | 246      | 17          | 49       | 1     | 1        | 99       | 3     | 5        | 105   | 100      | 4.28     | 1.40    |
| 2011      | CWS       | 31    | 31    | 0     | 0     | 0        | 13    | 9     | 0        | 0           | .591  | 858   | 205.1    | 221      | 21          | 45       | 3     | 2        | 109      | 1     | 0        | 93    | 82       | 3.59     | 1.30    |
| 2012      | MIA       | 31    | 31    | 1     | 0     | 0        | 13    | 13    | 0        | 0           | .500  | 828   | 202.1    | 197      | 26          | 40       | 3     | 4        | 125      | 2     | 0        | 88    | 84       | 3.74     | 1.17    |
| 2013      | TOR       | 33    | 33    | 1     | 1     | 0        | 12    | 10    | 0        | 0           | .545  | 876   | 203.2    | 223      | 24          | 51       | 3     | 9        | 139      | 2     | 0        | 100   | 94       | 4.15     | 1.35    |
| 2014      | TOR       | 32    | 32    | 0     | 0     | 0        | 13    | 10    | 0        | 0           | .565  | 857   | 202.0    | 228      | 15          | 46       | 0     | 4        | 119      | 2     | 1        | 83    | 76       | 3.39     | 1.36    |
| 2015      | TOR       | 32    | 32    | 4     | 1     | 2        | 15    | 8     | 0        | 0           | .652  | 827   | 198.2    | 214      | 22          | 33       | 4     | 7        | 91       | 2     | 1        | 100   | 84       | 3.81     | 1.24    |
| MLB：16年 | MLB：16年 | 518   | 493   | 33    | 10    | 13       | 214   | 160   | 0        | 3           | .572  | 13705 | 3283.1   | 3472     | 361         | 734      | 49    | 79       | 1870     | 27    | 16       | 1542  | 1391     | 3.81     | 1.28    |

- 各年度の太字はリーグ最高

### 年度別守備成績
| 年 度 | 球 団 | 投手（P） | 投手（P） | 投手（P） | 投手（P） | 投手（P） | 投手（P） |
| 年 度 | 球 団 | 試 合     | 刺 殺     | 補 殺     | 失 策     | 併 殺     | 守 備 率  |
| ----- | ----- | --------- | --------- | --------- | --------- | --------- | --------- |
| 2000  | CWS   | 28        | 1         | 9         | 1         | 2         | .909      |
| 2001  | CWS   | 32        | 11        | 49        | 3         | 5         | .952      |
| 2002  | CWS   | 34        | 6         | 46        | 2         | 2         | .963      |
| 2003  | CWS   | 35        | 15        | 38        | 0         | 3         | 1.000     |
| 2004  | CWS   | 35        | 16        | 51        | 4         | 3         | .944      |
| 2005  | CWS   | 33        | 13        | 45        | 2         | 2         | .967      |
| 2006  | CWS   | 32        | 9         | 35        | 1         | 3         | .978      |
| 2007  | CWS   | 30        | 13        | 34        | 1         | 3         | .979      |
| 2008  | CWS   | 34        | 18        | 34        | 0         | 5         | 1.000     |
| 2009  | CWS   | 33        | 13        | 41        | 1         | 5         | .982      |
| 2010  | CWS   | 33        | 4         | 46        | 0         | 4         | 1.000     |
| 2011  | CWS   | 31        | 15        | 40        | 1         | 4         | .982      |
| 2012  | MIA   | 31        | 13        | 47        | 0         | 5         | 1.000     |
| 2013  | TOR   | 33        | 12        | 35        | 2         | 1         | .959      |
| 2014  | TOR   | 32        | 12        | 29        | 1         | 2         | .976      |
| 2015  | TOR   | 32        | 11        | 29        | 3         | 4         | .930      |
| MLB   | MLB   | 518       | 182       | 608       | 22        | 53        | .973      |

- 各年度の太字はリーグ最高
- 各年度の太字年はゴールドグラブ賞受賞

### 表彰
- ゴールドグラブ賞（投手部門）：4回（2009年 - 2012年）
- フィールディング・バイブル・アワード：4回（2009年 - 2012年）

### 記録
- MLBオールスターゲーム選出：5回（2002年、2005年、2006年、2009年、2014年）
- ノーヒットノーラン：1回（2007年4月18日、対テキサス・レンジャーズ戦）
- 完全試合：1回（2009年7月23日、対タンパベイ・レイズ戦）
- 開幕投手：9回（2002年 - 2006年、2008年 - 2011年）
- 連続打者アウト：45人（2009年7月28日、ア・リーグ記録、達成当時はMLB記録）
- 連続シーズン200イニング：14年（2001年 - 2014年、史上7人目）
- 2005年のワールドシリーズでは、第2戦に先発登板したあと第3戦では救援登板しセーブを挙げた。2試合連続登板で「先発→セーブ」のパターンを記録したのはワールドシリーズ史上初のことであった[6]。

### 背番号
- 56（2000年 - 2015年）※シカゴ・ホワイトソックスの永久欠番

## 参考資料
1. 1 2 3 4 5  “Mark Buehrle Biography” (英語). JockBio. 2008年9月27日閲覧。
2. ↑  “Mark Buehrle 2001 Pitching Splits” (英語). Baseball-Reference.com. 2008年9月27日閲覧。
3. ↑  “August 3, 2001 Tampa Bay Devil Rays at Chicago White Sox Box Score and Play by Play” (英語). Baseball-Reference.com. 2008年9月27日閲覧。
4. ↑  "2002 Career Highlights," The Official Site of The Chicago White Sox.　2008年1月25日閲覧。
5. ↑  友成那智、村上雅則『メジャーリーグ・完全データ選手名鑑2006』廣済堂出版、2006年、98頁頁。ISBN 978-4-331-51146-6。
6. 1 2  Mark Gonzales, "Extra! Extra! Sox win!," ChicagoSports.com, October 26, 2005.　2008年4月14日閲覧。
7. ↑  三尾圭「契約最終年の10人 運命のシーズンを迎えし者たち」『スラッガー』2007年5月号、日本スポーツ企画出版社、2007年、雑誌15509-8、26 - 27頁
8. ↑  Associated Press, "Buehrle signs 4-year deal to stay with White Sox," ESPN.com, July 8, 2007.　2008年4月14日閲覧。
9. ↑  オバマ大統領から祝福（MLB.com）
10. ↑  “Buehrle sets mark with 45 straight retired Breaks old record of 41 consecutive outs in fifth inning”.   whitesox.com (2009年7月28日). 2009年7月30日閲覧。
11. ↑  Blue Jays To Acquire Johnson, Reyes, Buehrle From Marlins MLB Rumors
12. ↑  Gregor Chisholm (2014年7月7日). “Three Blue Jays named to All-Star team/ Bautista, Encarnacion and Buehrle will represent Toronto at Target Field on July 15”. MLB.com. 2014年10月31日閲覧。
13. ↑  Buehrle hits 200 IP for 14th straight year in win MLB.com
14. ↑  October 4, 2015 TOR VS TBR - Baseball-Reference.com (英語) . 2015年10月7日閲覧。
15. ↑  “Transactions | bluejays.com” (英語).   MLB.com (2015年11月2日). 2015年11月3日閲覧。
16. ↑  “Chicago White Sox to retire Mark Buehrle's number” (英語). ESPN (2017年2月23日). 2017年4月3日閲覧。
17. 1 2 3  阿部寛子 「マダックスの遺伝子を継ぐ者たち　技巧派投手たちの美学」 『月刊スラッガー』2005年10月号、日本スポーツ企画出版社、2005年、雑誌15509-10、34-37頁。
18. ↑  Lindy's, "Preview 2008: Chicago White Sox," FOX Sports on MSN, March 10, 2008.　2008年4月14日閲覧。
19. ↑  石田雄太 「［開幕3連戦から探る］イチロー＆マリナーズ「2年目の野心」」 『Sports Graphic Number』547号、文藝春秋、2002年、雑誌26854-4・25、52-56頁。
20. ↑  "Apr 16, 2005, Mariners at White Sox Play by Play and Box Score," Baseball-Reference.com.　2008年4月14日閲覧。
21. ↑  "," Baseball-Reference.com.　2014年9月21日閲覧。